# Kožatka velká
Kožatka velká (Dermochelys coriacea) je největší žijící želva na světě. V současnosti patří mezi zranitelné druhy dle IUCN.

## Popis
Kožatka velká může dosáhnout délky krunýře až 2,13 metru a hmotnosti kolem 600 kg. Největší známý exemplář vážil 916 kg. Krunýř je kožovitý se zřetelnými hřebeny. Končetiny jsou ploutvovité bez drápů.

## Areál rozšíření
Kožatka velká žije v oceánech tropické a subtropické oblasti, méně často se vyskytuje ve vodách mírného pásma. Může plavat rychlostí až 35,28 km/h.

## Pohyb
Na souši je kožatka pomalá a neohrabaná, ve vodě však představuje rychlého tvora s výbornou schopností potápět se. Plave rychlostí až kolem 35,28 km/h (elitní lidští plavci nedosahují ani 9 km/h) a dokáže se ponořit až do hloubky 1280 metrů pod hladinou. Může se potopit na dobu až 70 minut.

## Potrava
Převážně medúzy, za kterými se potápí až do hloubky okolo 1000 m.

## Rozmnožování
Samice kladou vejce jednou za tři až čtyři roky, a to vždy na stejné písečné pláži, kde se samy narodily. Vylézají z moře za bezměsíčných tmavých nocí na pláže, kde si vyhloubí v písku hnízdo, do kterého snesou až 110 vajec o průměru 5–6 cm, ze kterých se po cca 60 dnech vylíhnou malé želvičky.